# Deux Nigauds démobilisés
Pour plus de détails, voir Fiche technique et Distribution.
Deux Nigauds démobilisés (Buck Privates Come Home) est une comédie américaine, en noir et blanc, réalisée par Charles Barton et sortie en 1947. Ce film met en scène le duo comique Abbott et Costello et fait partie de la série Deux Nigauds. Il s'agit plus précisément de la suite du 1941, Deux Nigauds soldats.

## Synopsis
La guerre finie, les deux soldats Slicker Smith et Herbie Brown rentrent aux États-Unis, accompagnée par une orpheline française à laquelle ils se sont attachés. Leur sergent, qui les déteste, espérait bien ne plus avoir à les revoir, mais ils se retrouvent engagés avec lui à travers leur nouvelle activité de pilotes de voitures…

## Fiche technique
- Titre : Deux Nigauds démobilisés
- Titre original : Buck Privates Come Home
- Réalisation : Charles Barton
- Scénario : John Grant, Frederic I. Rinaldo, Robert Lees, Richard Macaulay, Bradford Ropes
- Musique : Walter Schumann
- Directeur de la photographie : Charles Van Enger
- Montage : Edward Curtiss
- Direction artistique : Bernard Herzbrun, Frank A. Richards
- Décors : Russell A. Gausman, Charles Wyrick
- Costumes : Yvonne Wood
- Production : Robert Arthur (en), Universal Pictures
- Pays de production :  États-Unis
- Genre : Comédie
- Durée : 77 minutes
- Dates de sortie :
  - États-Unis : 4 avril 1947
  - France : 17 novembre 1948

## Distribution
- Bud Abbott : Slicker Smith
- Lou Costello : Herbie Brown
- Tom Brown : Bill Gregory
- Nat Pendleton : Sergent Michael Collins
- Joan Fulton : Sylvia Hunter
- Don Porter : capitaine Christie
- Donald MacBride : capitaine de police
- Don Beddoe : M. Roberts
- Charles Trowbridge : J.P. Quince
- Russell Hicks : William Appleby
- Joe Kirk (en) : un vendeur
- Knox Manning (en) : le narrateur
- Milburn Stone : le présentateur de la course

Acteurs non crédités :
- Eddie Acuff (en) : figurant
- Jean Del Val : Duprez, consul général français
- Robert J. Wilke : G.I. Buddy

## Récompenses et distinctions

### Nominations
- Saturn Award 2005 :
  - Saturn Award de la meilleure collection DVD (au sein du coffret The Best of Abbott and Costello, vol. 1-3)